# Ringo le vengeur
Pour plus de détails, voir Fiche technique et Distribution.
Ringo le vengeur (Dos hombres van a morir) est un western spaghetti hispano-italien sorti en 1968, dirigé par Rafael Romero Marchent,.

## Synopsis
Pour se libérer de la bande de Bill Anderson, les citoyens de Springfield recourent à la société Pinkerton, qui envoie Daniel Samuelson, auquel s'associe un ancien capitaine nordiste, Alan.

## Fiche technique
- Titre français : Ringo le vengeur
- Titre original espagnol : Dos hombres van a morir
- Titre italien : Ringo, il cavaliere solitario
- Genre : western spaghetti
- Réalisation : Rafael Romero Marchent
- Scénario : Mario Caiano
- Musique : Francesco De Masi
- Production : Eduardo Manzanos, Mario Caiano (non crédité), pour Cinematografica Emmeci, Copercines
- Photographie : Emanuele Di Cola
- Montage : Renato Cinquini
- Décors : Franco Pellecchia Velchi
- Maquillage : Franco Schioppa
- Pays :  Espagne,  Italie
- Année de sortie : 1968
- Langue originale : espagnol, italien
- Format d'image : 1.85:1
- Distribution en Italie : Indipendenti Regionali
- Date de sortie en salle en France : 17 septembre 1969[3]

## Distribution
- Peter Martell : Alan Bligh
- Piero Lulli : Daniel Samuelson
- Armando Calvo : Bill Anderson
- Paolo Herzl : Michael/Kid
- Dyanik Zurakowska : Lucy
- José Jaspe : Zachary Hutchinson
- Jesús Puente : major Corbett
- Giuseppe Fortis : Gonzales
- Antonio Pica :  shérif
- Ángel Menéndez : juge Grant
- Alfonso Rojas : Stockwell
- Francisco Braña : un homme d'Anderson
- Guillermo Méndez : un homme d'Anderson
- Miguel Del Castillo : un citoyen de Springfield